# (40231) 1998 TS6
1998 تي أس 6 (ويعرف أيضًا باسم (40231) 1998 تي أس 6 وفق تسمية الكوكب الصغير) (بالإنجليزية: 1998 TS6)‏ هو كويكب ضمن حزام الكويكبات؛ وترتيبه 40231 من حيث الاكتشاف.
اكتُشف هذا الجُرم الفلكي بواسطة برنامج شميدت للكويكبات في بكين في 14 أكتوبر 1998.

## وصلات خارجية
- (40231) 1998 TS6 في قاعدة بيانات مختبر الدفع النفاث لأجرام النظام الشمسي الصغيرة

- الاكتشاف · مخطط المدار ·  العناصر المدارية · المعلمات المادية

- (40231) 1998 TS6 على موقع ويكي سكاي: DSS2, SDSS, GALEX, IRAS, Hydrogen α, X-Ray, Astrophoto, Sky Map, Articles and images